# Drakhuvudfiskar
Drakhuvudfiskar (Scorpaenidae) är en familj i ordningen kindpansrade fiskar.
De flesta arterna lever i Stilla havet och Indiska oceanen men de finns även i Atlanten och Medelhavet. I Sydostasien lever två arter som till och med simmar upp i floder med sötvatten.
Fiskarnas huvud är jämförelsevis stort och är prytt med flera taggar. Ett flertal arter lever på havets botten och dessa saknar oftast simblåsan. De flesta arterna är mindre än 25 centimeter lång men några arter blir lite större än en meter.
Alla drakhuvudfiskar är köttätare som livnär sig av mindre fiskar, bläckfiskar och kräftdjur.

## Giftighet
En framträdande egenskap för flera (men inte alla) av släktena, och som givit upphov till namn som "scorpion fish", "lion fish" och familjenamnet Scorpaenidae, är att de är giftiga. Ryggfenan har då ihåliga fenstrålar som fungerar som en injektionsnål för ett giftigt protein, som ger upphov till kraftig smärta, ödem och i värsta fall hjärtstillestånd – även om dödligheten förmodligen överskattats i det allmänna medvetandet. Giftet är dock värmekänsligt och kan, under gynnsamma omständigheter, neutraliseras med hett vatten (omkring 50°C). Potentiellt lika allvarliga är sekundärinfektioner som uppstår i och kring själva stinget.

## Taxonomi
Släktskapen mellan fiskarna i gruppen är inte helt klarlagd, varför flera olika indelningar finns:
- ITIS listar (maj 2010) 67 släkten.
- FishBase listar (maj 2010) 23 släkten, med 172 arter. Här listas Synanceiidae (9 släkten, 31 arter) respektive Sebastidae (4 släkten, 128 arter) som egna familjer.
- Fishes of the World[2] listar åtta underfamiljer, med 56 släkten och tillsammans ungefär 420 arter.

## Galleri

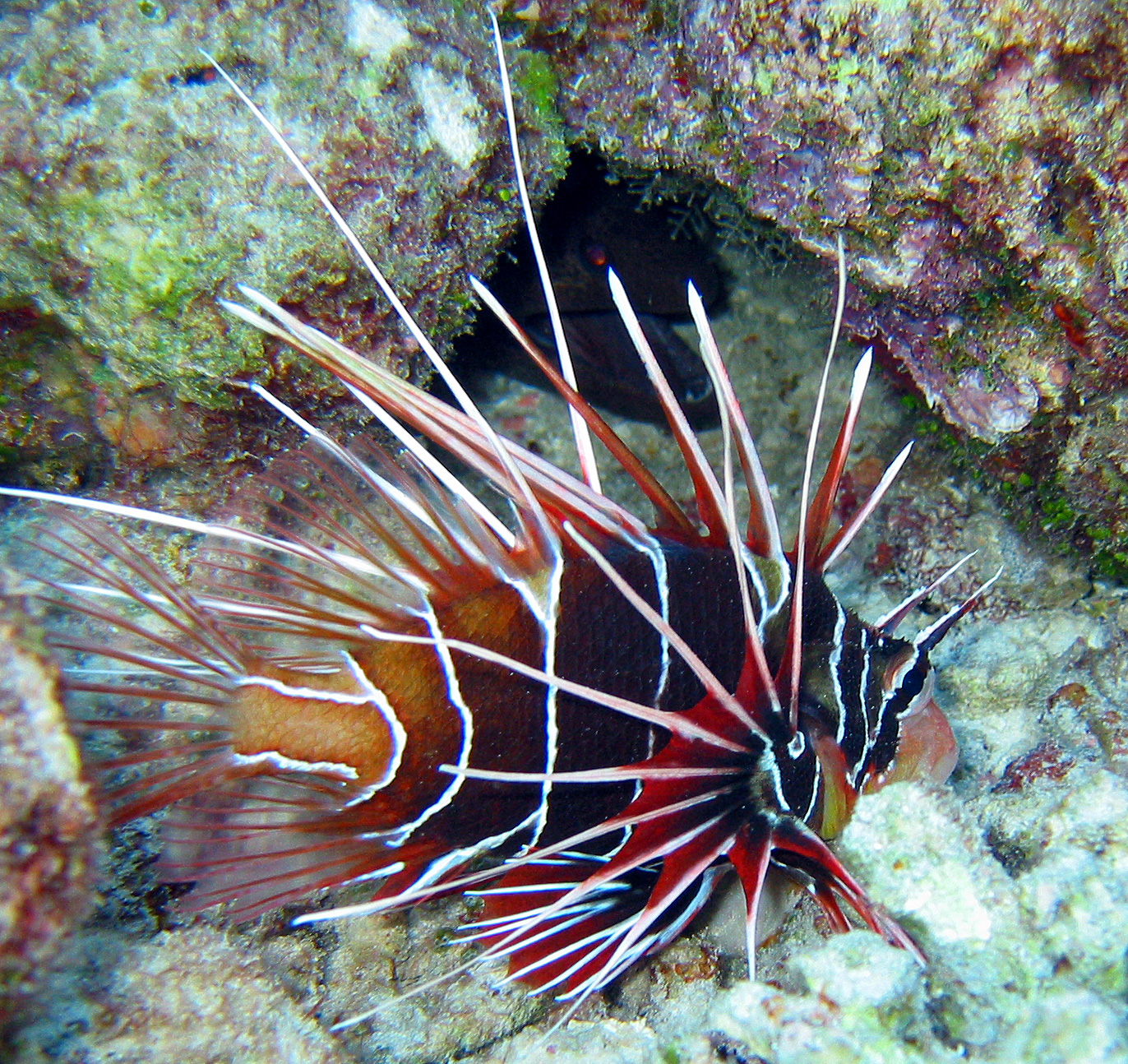
Stråldrakfisk Pterois radiata
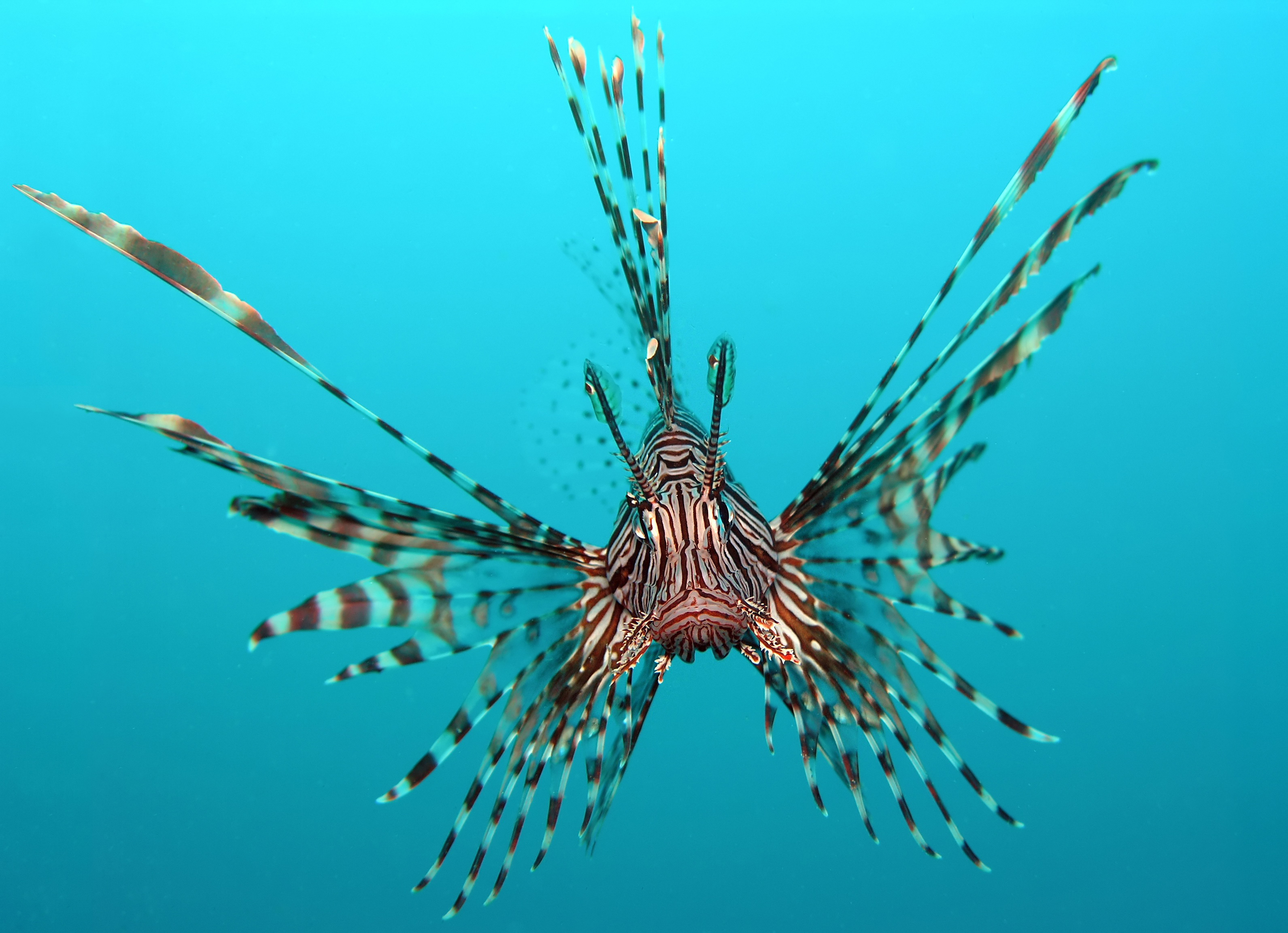
Drakfisk Pterois volitans
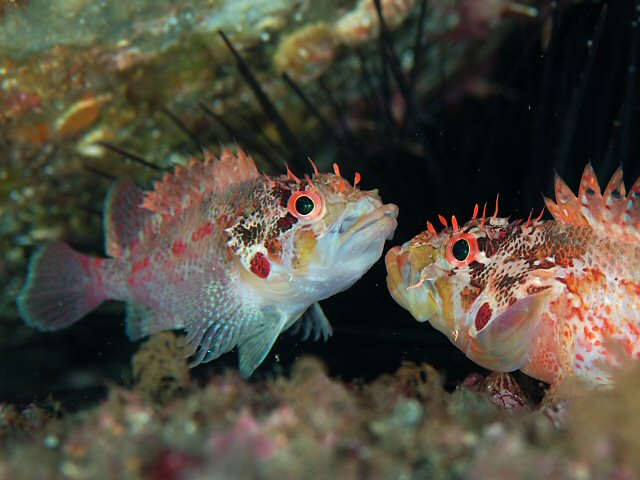
Scorpaenodes littoralis

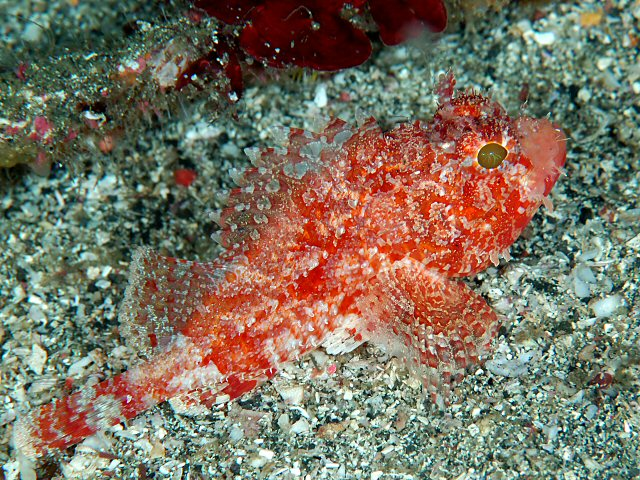
Scorpaena miostoma
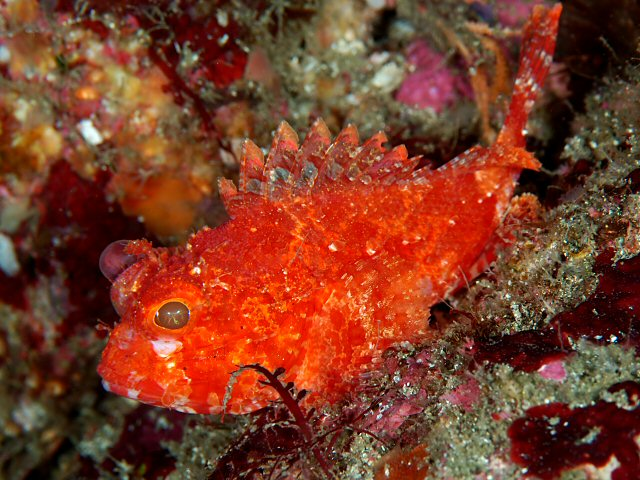
Scorpaena onaria
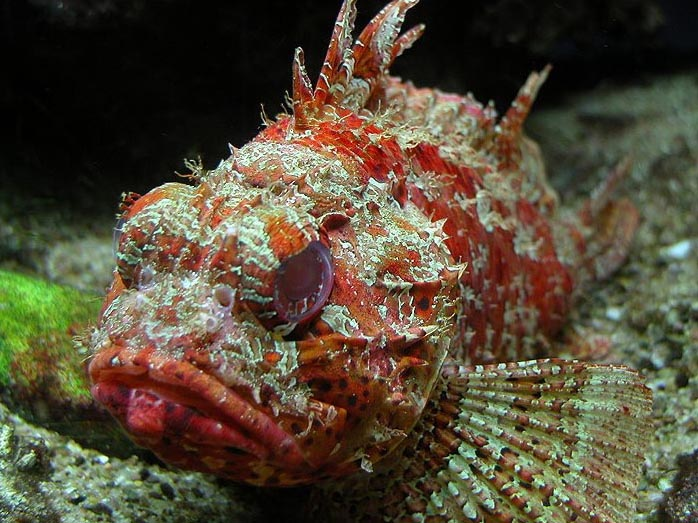
Havssugga Scorpaena scrofa

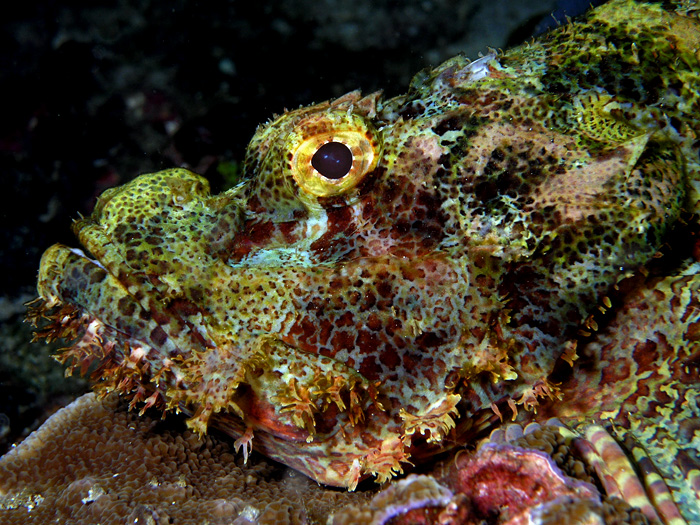
Scorpaenopsis oxycephala
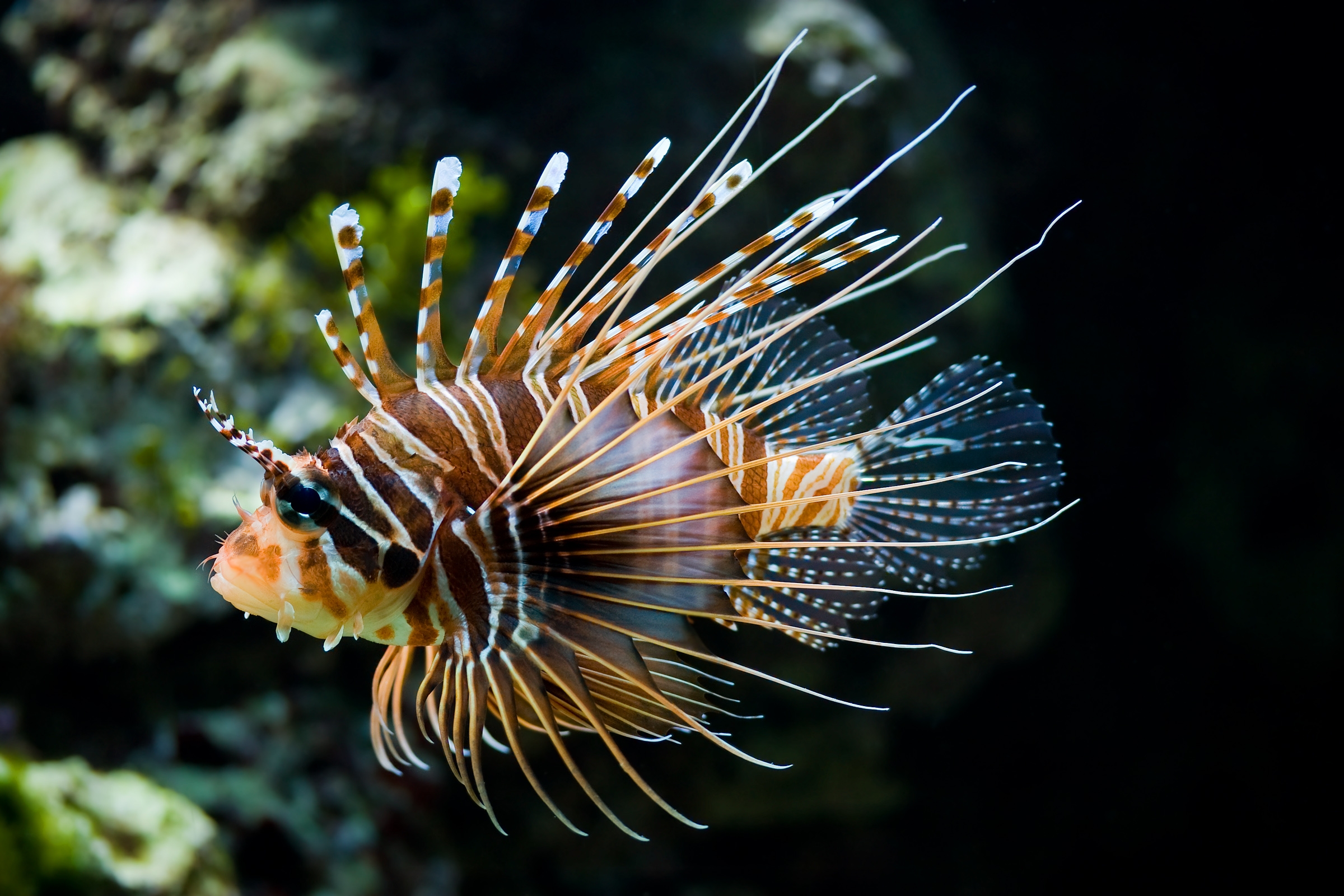
Pterois antennata